# Guerra sul-africana na fronteira
A Guerra sul-africana na fronteira, comumente referida como a Guerra das matas de Angola na África do Sul e Guerra de Independência da Namíbia em outros países, foi um conflito que ocorreu entre 1966 e 1989 no Sudoeste Africano (atual Namíbia) e Angola entre África do Sul e suas forças aliadas (principalmente a UNITA) de um lado e o governo angolano, a Organização do Povo da África do Sudoeste (SWAPO), e seus aliados - principalmente Cuba - de outro. Estava intimamente ligada com a Guerra Civil Angolana.
Foi um dos mais longos conflitos na África e um dos maiores, tanto em número de tropas como carro de combates, artilharia autopropulsada, veículos blindados e aeronaves utilizadas por ambos os lados.
Os acontecimentos desta guerra ocorreram durante 1965 e 1988 entre, por um lado, as tropas sul africanas, o grupo angolano UNITA contra os membros da SWAPO na Namíbia, os soldados de Angola e conselheiros enviados por Cuba. Nela participaram indiretamente os Estados Unidos, Israel, Grã-Bretanha, França e Irã (antes da Revolução Islâmica) tomando parte da África do Sul e a URSS ao lado dos cubanos e angolanos que combateram junto com a SWAPO. Além disso, a guerra levantou um número indeterminado de mercenários ocidentais, também do lado sul-africano e da UNITA.
A guerra terminou com a independência da Namíbia em 21 de março de 1990, e nas eleições que se seguiram a SWAPO obteve 55 dos 72 lugares na Assembleia Nacional da Namíbia, o que lhes permitiu formar um governo nacional.
Um período de paz se seguiu entre as nações do sul da África, que foram assinando a paz com os distintos grupos guerrilheiros financiados pelo regime de apartheid sul-africano. A longo prazo, contribuiu para a reforma legal na África do Sul e o fim do Apartheid, com a saída do isolamento internacional a que este país estava submetido.

## Contexto histórico
A África do Sul administrava o território então conhecido como Sudoeste Africano, pois forças da entente, comandadas pelo general Louis Botha, conquistaram o território do Império Alemão durante a Primeira Guerra Mundial. Após o armistício e fim da guerra, as colônias alemãs e turcas foram posicionadas sob o controle de um sistema de mandatos criado pela Liga das Nações. O sistema de mandatos foi criado como um compromisso entre aqueles que defendiam a anexação dos territórios anteriormente possuídos pelos impérios alemão e otomano, e outra proposição criada por quem desejava lhes garantir uma tutela internacional até que estivessem aptos para se auto-gerir. A União Sul-Africana recebeu a responsabilidade de administrar o local como uma província integral de seu território, mas não possuía soberania total sobre ele.
Todos os territórios afetados por esse sistema de mandatos foram divididos em três categorias - os territórios "Classe A" eram predominantemente localizados no Oriente Médio, os "Classe B" se localizavam principalmente na África central, e os "Classe C" eram as colônias alemãs menos populosas e/ou menos desenvolvidas: A colônia do Sudoeste Africano, a Nova Guiné Alemã, e as ilhas de colonização alemã no Oceano Pacífico. Devido às suas densidades populacionais reduzidas, isolamento geográfico, pequenas dimensões ou proximidade das nações que receberam seus mandatos, as colônias Classe C poderiam ser administradas como províncias integrais do país administrador, embora não garantisse soberania total do país administrador sobre elas, apenas a responsabilidade administrativa.
Em 1966, a Assembleia Geral da ONU revogou o mandato da África do Sul para governar o território do Sudoeste Africano e declarou que estava sob administração direta da ONU. A África do Sul se recusou a reconhecer esta resolução e continuou a administrar o território de facto.

## Conflito
Após vários anos de petições malsucedidas por meio das Nações Unidas e do Tribunal Internacional de Justiça para garantir a independência da Namíbia, na época parte da África do Sul, a Organização do Povo do Sudoeste Africano (ou SWAPO) formou o PLAN ("People's Liberation Army of Namibia")  em 1962 com apoio da União Soviética, China e nações africanas como Tanzânia, Gana e Argélia. O conflito armado começou entre o PLAN e as autoridades sul-africanas em 1966. Entre 1975 e 1988, a Força de Defesa da África do Sul (ou SADF) liderou uma guerra convencional em Angola e na Zâmbia para eliminar as bases de operação do PLAN naquela região. O governo sul-africano também mandou forças especiais e unidades especialistas em contra-insurgência, como a Koevoet e o Batalhão 32 para realizar missões de reconhecimento externo e rastrear movimentos de guerrilha.
As táticas sul-africanas tornaram-se cada vez mais agressivas à medida que o conflito progredia. As incursões das forças militares sul-africanas (o SADF) causaram muitos mortes em Angola e também geraram danos colaterais ao danificar instalações importantes para a economia da região. Ostensivamente para impedir esses ataques, mas também para interromper a crescente aliança entre o SADF e a UNITA, com os sul-africanos abertamente armando a UNITA com equipamento capturado da milícia PLAN, os soviéticos começaram a apoiar o FAPLA (Forças Armadas Populares de Libertação de Angola) por meio de um grande contingente de conselheiros militares e até quatro bilhões de dólares em tecnologia de defesa moderna na década de 1980. Começando em 1984, tropas regulares angolanas, sob comando soviético, começaram de forma bem sucedida a lutar contra o SADF. Os rebeldes ganharam ainda mais apoio quando Cuba mandou milhares de soldados para intervir diretamente em Angola. A guerra entre a África do Sul e Angola terminou por um breve período com a assinatura dos Acordos de Lusaka (1984), mas as hostilidades recomeçaram em agosto de 1985 com o PLAN e a UNITA tirando vantagem do cessar-fogo para intensificar suas próprias atividades de guerrilha, levando a uma fase renovada de operações pela FAPLA que culminou na Batalha de Cuito Cuanavale. A Guerra de fronteira da África do Sul foi virtualmente encerrada pelo Acordo Tripartido, mediado pelos Estados Unidos, que firmou a retirada dos militares cubanos e sul-africanos de Angola e do Sudoeste da África, respectivamente. A última campanha de guerrilha lançada pelo PLAN aconteceu em abril de 1989. O Sudoeste da África recebeu a independência formal, como a República da Namíbia, um ano depois, em 21 de março de 1990.
Apesar de ter sido amplamente travada em estados vizinhos, a Guerra de fronteira da África do Sul teve um impacto cultural e político significativo na sociedade sul-africana. O governo do país (que impunha a política do apartheid) dedicou um esforço considerável para apresentar a guerra como parte de um programa de contenção contra o expansionismo soviético na região e utilizou isso para atiçar o sentimento anticomunista público. O conflito continua a ser um tema integral na literatura sul-africana contemporânea em geral e trabalhos na língua africâner, em particular, tendo dado origem a um gênero único conhecido como grensliteratuur (traduzido como "literatura de fronteira"). A guerra foi brutal, envolvendo ações de guerrilha e atrocidades cometidas por todos os lados.

## Nomenclatura
A Guerra sul-africana na fronteira é a maneira que se traduz a expressão inglesa South African Border War e que em fontes oficiais sul-africanas pós-apartheid corresponde à chamada Guerra da fronteira com a Angola. James Cimet, em sua enciclopédia do conflito, chama o conflito de Guerra pela libertação nacional da Namíbia. Esse título foi o utilizado pela SWAPO, e é comumente utilizado no contexto da Namíbia. No entanto, o termo foi criticado por ignorar grandes implicações regionais do conflito, e o fato de que o Exército Popular de Libertação da Namíbia (PLAN; braço armado da SWAPO) não tinha base na Namíbia, nem realizou a maior parte de seus ataques naquele território.